# Fluxus
Fluxus est un mouvement artistique né dans les années 1960 qui touche aussi bien les arts visuels que la musique et la littérature, par la réalisation de concerts, de happenings, la production de livres, de revues, la confection d'objets.
Lancé par George Maciunas qui en inventa également l'appellation, Fluxus participe aux questionnements soulevés par les formes d'arts qui voient le jour dans les années 1960 et 1970 : statut de l'œuvre d'art, rôle de l'artiste, place de l'art dans la société, notamment. L'humour et la dérision sont placés au centre de la démarche et participent à la définition de Fluxus comme un non-mouvement, produisant de l'anti-art ou plutôt un art-distraction.

## Histoire

### Genèse du mouvement
Entre 1958 et 1961, de jeunes artistes, influencés par le mouvement dada, par l'enseignement de John Cage — lui-même inspiré par la philosophie zen et les ready-made de Marcel Duchamp —, effectuèrent un minutieux travail de sape des catégories de l'art par un rejet systématique des institutions et une profonde remise en question de la notion d'œuvre d'art.
À la New School for Social Research, John Cage proposait en 1958 un cours intéressant aussi bien les musiciens que les artistes et les écrivains : c'est dans ce laboratoire que se rencontrèrent plusieurs des initiateurs du mouvement Fluxus : Jackson Mac Low, Dick Higgins, George Brecht, La Monte Young, ou encore Yoko Ono.
Aux côtés d'Allan Kaprow et Robert Watts, également élèves de John Cage, George Brecht proposa, en 1958 un projet visant à supprimer les frontières entre toutes les formes artistiques et la vie, mais aussi la science et les techniques. Parallèlement, dans la lignée directe de John Cage, Allan Kaprow développe les happenings tandis que George Brecht met en scène des events. La Monte Young, lui, explore les dimensions musicales ouvertes par John Cage et poursuit son travail sur le silence : c'est à la New School for Social Research qu'il rencontre Yoko Ono, dont l'atelier est un lieu permanent de manifestation aux croisement de la musique et de l'« action vivante ». 
George Maciunas, inspiré par Yoko Ono, organise alors dans sa galerie AG des événements. Davantage versé dans le graphisme, il en assure la promotion : c'est sur le programme de l'un d'eux que l'on peut lire pour la première fois, en 1961, le mot Fluxus. Sous l'impulsion de La Monte Young, il réalise en 1961 une publication qui regroupe des œuvres des artistes officiant chez Yoko Ono et à la galerie AG, mais aussi Nam June Paik, continuateur de l'œuvre de John Cage. Intitulée An Anthology, elle porte en sous-titre les concepts qui représentent la diversité du mouvement qui ne porte pas encore le nom de Fluxus.
En 1963, Charlotte Moorman organise le premier Annual Avant Garde Festival of New York. Ce festival de musique expérimentale a lieu dans divers endroits de la ville de façon à favoriser les rencontres entre le public et les artistes. La dernière édition de ce festival a lieu en 1980.
En 1964, l'œuvre Cut Piece réalisée par Yoko Ono est également une œuvre majeure pour l'art de la performance et du happening pour ce mouvement[réf. à confirmer].

### Festivals européens
Avec le festival Fluxus Internationale Festspiele neuester Musik donné à Wiesbaden, en Allemagne, et organisé par George Maciunas, avec l'aide de Joseph Beuys le mouvement Fluxus est pour la première fois clairement identifié.
Suit alors une tournée Fluxus européenne, durant laquelle plusieurs artistes se lient au mouvement, dont Robert Filliou et Ben Vautier, qui en représentent la branche française. On compte parmi les destinations Fluxus Copenhague (Festum Fluxorum) et Paris en 1962, Düsseldorf, Amsterdam, La Haye et l'un des plus importants, le Fluxus Festival of Total Art de Nice, organisé par Ben, en 1963. Parmi les actions menées : « Gifler, sans l'avoir prévenue, une charcutière » ou « faire du vélo dans les airs en hurlant ».

### La revueFluxus cc V TREet les boîtes

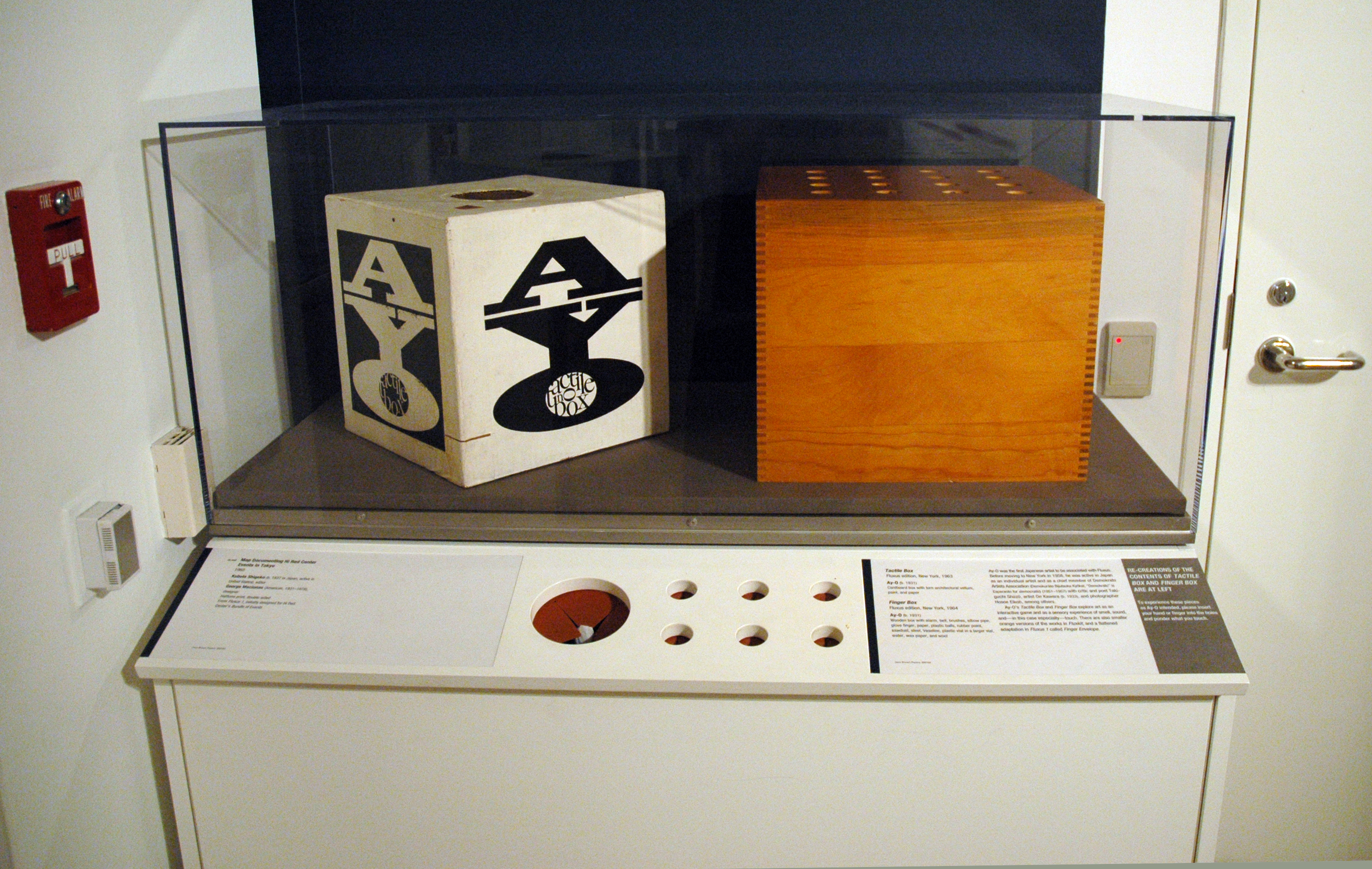
Boîtes Tactile Box et Finger Box de l'artiste japonais Ay-o.

L'argent manquant, le vaste programme de festivals qu'avait imaginés George Maciunas s'interrompt. Il reprend alors l'édition d'une revue commencée par George Brecht, V TRE, et en fait la revue Fluxus. Elle sera définie ironiquement par ses éditeurs comme « l'organe officiel de Fluxus ». Six numéros sortiront entre 1964 et 1966, avant de s'espacer.
En parallèle sont lancées les boîtes Fluxus, boîtes distrayantes initiées par George Brecht et qui matérialisent certains de ses events. Par exemple, citons la boîte Swim puzzle, dans laquelle on trouve un coquillage et le texte : « Arrangez les billes de sorte que le mot "C.U.A.L" n'apparaisse jamais ». Notons que, George Maciunas étant daltonien, la plupart des boîtes Fluxus sont en noir et blanc. Comme il voulait chaque boîte Fluxus libre de tout copyright et appartenant au domaine public, il se chargea lui-même des impressions et éditions de chacune. Mais le but de ces boîtes Fluxus est quand même mercantile, tout du moins dans l'idée de rentabiliser la production et surtout de diffuser les travaux des artistes estampillés "Fluxus" par Maciunas, et ceci dans un esprit diamétralement opposé à celui du marché de l'art traditionnel. Mais, malgré tout ses efforts, cette diffusion reste finalement un échec commercial.

### Stockhausen,Originale
Pendant l'Originale de Karlheinz Stockhausen, donnée pour la première fois en 1961, des artistes sont invités à s'exprimer librement pendant des temps de silences. En 1964, George Maciunas et Henry Flynt manifestent contre Stockhausen pendant une interprétation de son Originale à New York, à laquelle participent, entre autres, Nam June Paik, Jackson Mac Low et Dick Higgins. Plutôt révolutionnaires, Maciunas et Flynt accusaient Stockhausen d'avoir qualifié le jazz de musique primitive. Ils s'élevèrent alors « contre la culture sérieuse», Maciunas politisant le mouvement, voulant « purger le monde de la maladie bourgeoise, de la culture « intellectuelle », professionnelle et commercialisée ». C'est là l'un des grands conflits qui agita Fluxus et conduisit plusieurs de ses membres, comme Nam June Paik ou Jackson Mac Low, à se dissocier du groupe.

## Concepts
Fluxus se caractérise par la difficulté qu'il existe à le définir. On compte peu de textes théoriques le concernant, l'un des seuls étant le manifeste de George Maciunas, qui ne représente en fait qu'une partie des concepts relatifs au mouvement. George Brecht a également tenté de résumer les aspirations de Fluxus : « Avec Fluxus, il n'y a jamais eu aucune tentative d'accord sur des buts ou des méthodes ; des individus avec quelque chose d'indescriptible en commun se sont simplement et naturellement réunis pour publier et jouer leurs œuvres ». Nam June Paik, lui, définissait Fluxus comme « de nombreuses personnes qui sont toutes libres, [...] autant de personnes qui sont restées amies aussi longtemps, sans discipline et sans dispute. » Même si la définition du mouvement est presque impossible à faire, il est toujours possible de dégager deux traits communs entre les œuvres : la provocation néo-dada et des références fondatrices aux expériences musicales de John Cage.
Le but avoué de ce mouvement artistique était de supprimer toutes frontières entre l'art et la vie : tout est art. Les œuvres Fluxus ne sont pas formelles, ni esthétisées, et ne sont pas même considérées comme des œuvres. L'accent est également mis sur la mise en scène du banal, du quotidien, de tout ce qui ne serait pas de l'art : on ne crée pas un « art beau » mais on met en œuvre un style de vie.
En intégrant le public à la performance artistique, les artistes Fluxus veulent supprimer l'idée d'un art qui se donne à voir et mettent plutôt en avant l'idée d'un art qui s'expérimente, se vit. Fluxus a une réelle volonté de « transférer des responsabilités » sur le public. Les artistes Fluxus insistent également beaucoup sur le côté éphémère de leur art, ainsi, Ben Vautier affirme que « toute rétrospective de Fluxus est une fossilisation de Fluxus ».

## Fluxus en Allemagne
L'Allemagne a joué un rôle important dans le développement de Fluxus en accueillant, notamment, les premiers FluxFest. C'est au Städtische Museum de Wiesbaden de Haro Lauhaus qu'est présentée la première manifestation officielle du mouvement Fluxus : FLUXUS, le Festival international de nouvelles musiques, du 1er au 23 septembre 1962.
En septembre 1963, Rolf Jährling inaugure à Wuppertal la galerie Parnass. Valdis Abolins ouvrit la galerie Aachen à Aix-La-Chapelle en 1966. En 1969, Helmut Rywelski et Angar Nierhoff, avec leur galerie Art Intermedia de Cologne, présentent la sculpture-action en béton Ruhender Verkehr de Wolf Vostell. En 1970, Inge Baecker ouvre sa galerie Baecker à Bochum et la galerie René Block à Berlin.

## Fluxus en France
Dès 1962 et jusqu'en 1970 les activités de Fluxus se concentrent à Nice à la boutique de Ben Vautier, rue Tonduti de l'Escarène, et au Théâtre de l'Artistique. Outre Ben, le groupe comprend des artistes comme Robert Bozzi, George Brecht, Robert Filliou, Marcel Alocco, Robert Erebo et Serge Oldenbourg (dit Serge III). L'expression Art Total désigne souvent les activités de ce groupe. En juillet 1963, avec la venue à Nice de George Maciunas, a lieu la première manifestation niçoise sous le nom de Fluxus, autour de Ben Vautier qui anime le Théâtre Total. De 1963 à 1965 sont jouées sur la promenade des Anglais et en salles des compositions des Fluxmen, de Ben et de George Brecht, George Maciunas ou Robert Watts. De 1965 à 1969 George Brecht et Robert Filliou, installés à Villefranche-sur-Mer, animent « La Cédille qui sourit » et participent aux activités Fluxus à Nice (notamment Galerie A, et « Le Hall des remises en question »). Plusieurs artistes de Fluxus New York comme Dick Higgins ou George Maciunas sont alors invités à Nice sous l'impulsion de Ben Vautier.
La ville de Blois (Loir-et-Cher) a ouvert une fondation consacrée à Fluxus avec une partie des œuvres de Benjamin Vautier et ses contemporains.

## Fluxus en Suisse
À partir de 1969, sous l'impulsion de John Armleder, Patrick Lucchini et Claude Rychner, qui fondent le groupe Ecart, Fluxus trouve à Genève un lieu d'exposition, d'organisation de happenings, et surtout de diffusion de publications. Si le collectif s'est dissout en 1982, son histoire et ses œuvres se retrouvent encore aujourd'hui au MAMCO de Genève.

## Participants
Considérant l'affirmation de George Brecht selon laquelle Fluxus rassemble des personnes ayant des préoccupations artistiques ou existentielles en commun, et que Fluxus désignerait davantage l'expression d'un sentiment d'identification à ce groupe, plus qu'un mouvement bien défini, on compte parmi les artistes dits Fluxus :
- Marcel Alocco
- Eric Andersen
- Ay-O
- Joseph Beuys
- George Brecht
- Bazon Brock
- Abino Byrolle
- Philip Corner
- Charles Dreyfus
- Jean Dupuy
- Robert Filliou
- Henry Flynt
- Ken Friedman
- Geoffrey Hendricks
- Dick Higgins
- Arthur Koepcke
- La Monte Young
- Vytautas Landsbergis
- George Maciunas
- Jean Mas
- Charlotte Moorman
- Serge Oldenbourg
- Yoko Ono
- Nam June Paik
- Robin Page
- Ben Patterson
- Willem de Ridder
- Takako Saito
- Tomas Schmit
- Gianni-Emilio Simonetti
- Daniel Spoerri
- Ben Vautier
- Wolf Vostell
- Robert Watts
- Emmett Williams
- Alison Knowles